# Хаттерсли-Смит, Джеффри
Джеффри Хаттерсли-Смит (22 апреля 1923 — 21 июля 2012) — геолог и гляциолог, признанный первопроходцем-исследователем Северной Канады.

## Ранние годы жизни и образование
Родился в Лондоне в 1923 году, учился в школе Винчестерского колледжа в Гэмпшире. Преподавал геологию в Новом колледже Оксфорда, где получил докторскую степень по гляциологии.
С 1948 по 1950 год был руководителем базы на острове Кинг-Джордж. Получил степень магистра в 1951 году.

## Карьера
В 1951 году он стал сотрудником Канадского совета по оборонным исследованиям (ныне входит в состав Министерства национальной обороны). Участвовал в нескольких экспедициях по исследованию горы Святого Ильи на Юконе и острова Корнуоллис, Северо-Западные территории (ныне — Нунавут). С 1953 по 1954 год возглавлял канадско-американскую экспедицию на остров Элсмир. В 1956 году он получил степень доктора философии в Оксфорде за свою работу о ледниках Элсмира.
В 1957 году он начал исследования на острове Элсмир, которые длились 16 лет. В рамках Международного геофизического года (1957—1958) он отправился на озеро Хейзен и до 1973 года работал там и на острове Уорд-Хант. В 1963 году провел полевые исследования в Танкуэри. Коллективы, которыми он руководил, определили более 50 объектов на острове Элсмир, таких как Барбо-Пик, самая высокая гора на острове, и река Турнабут. В 1961 году Хаттерсли-Смит стал первым человеком, поднявшимся на гору Уислер, вторую по высоте вершину Элсмира, а 5 июня 1967 года возглавил вторую команду, которая в тот день достигла вершины Барбо-Пика.
В 1966 году он был награжден Золотой медалью покровителей Королевского географического общества. Он был избран членом Королевского общества Канады в 1970 году, а в 1973 году ушел в отставку с поста главы геотехнического отдела исследовательского совета и вернулся в Англию.
После возвращения в Англию он присоединился к Британской антарктической службе и стал секретарем Комитета по географическим названиям Антарктики Министерства иностранных дел и международного развития в Лондоне. В 1984 году Консультативный комитет по антарктическим названиям назвал мыс Хаттерсли-Смит в его честь.

## Личная жизнь
У Хаттерсли-Смита родились в Канаде две дочери, Кара и Фиона.
В 1990 году уехал в Кент. Хаттерсли-Смит умер 21 июля 2012 года в семейном поместье.